# Properci
Sext Properci (en llatí: Sextus Propertius; Úmbria, vers ca. 50 aC - Roma, ca. 15 aC) fou un destacat poeta elegíac romà.

## Biografia

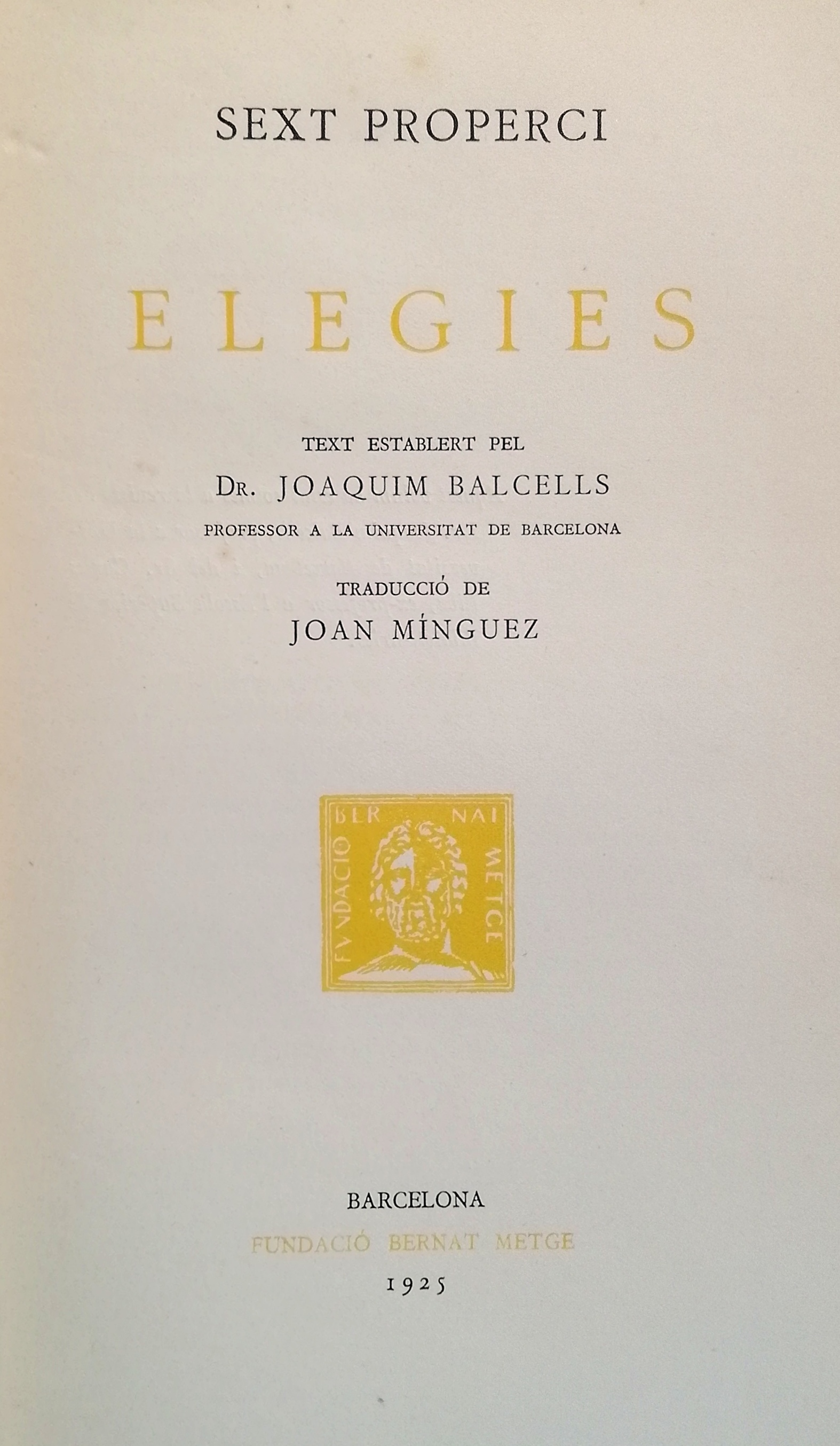
Elegies de Properci traducció catalana publicada a Barcelona per la Fundació Bernat Metge dins la Col·lecció Fundació Bernat Metge (Escriptors llatins) l'any 1925

Sext Properci va néixer en una data incerta entre el 54 i el 43 aC, després de Tibul i abans d'Ovidi. Era originari de la regió d'Úmbria, en una ciutat indeterminada: entre moltes d'altres, les més probables semblen Assís, Hispèl·lum i Bevagna. Provenia d'una família acomodada, malgrat que no pertanyia a la noblesa; potser es tractava de gent de rang eqüestre. Les terres dels seus pares, força importants, es van perdre segurament per una divisió agrària feta després de l'any 36 aC, acabada la Guerra de Sicília (altres fonts diuen el 41 aC, durant la guerra). En aquest moment, encara no havia agafat la toga viril i, per tant, tenia segurament menys de setze anys. Ja havia perdut el seu pare, que segons sembla va ser una de les víctimes de la guerra de Perusa.
Va estudiar a Roma, on sembla que va estudiar per advocat, però va abandonar aquesta professió per la poesia. Allà va conèixer la seva amant que en els poemes anomena Cíntia de Tibur (el nom real era possiblement Hòstia, i era segurament filla o més probablement neta de l'escriptor i poeta Hosti i ella mateixa una bona poeta, música i dansaire, a més de molt hàbil amb l'agulla), després d'haver tingut una relació amb una dona de nom Licínia. El que es coneix de la vida de Properci és la història dels seus amors, que ell mateix explica a les seves obres. La relació amb Licínia era purament física, i va durar un any, i no va treure l'impuls poètic de Properci. En canvi, Cíntia, que no era pel que es veu d'una bellesa pertorbadora, va treure del poeta tota la seva capacitat com a escriptor. Per diversos passatges se sap que va perseguir-la infructuosament durant un temps, i després parla dels seus progressos i de la discussió i trencament amb la seva amant.
Va començar a escriure de molt jove, i el mèrit de les seves obres va atreure l'atenció de Mecenàs, que el va incloure en el seu cercle. Això deuria ser poc després de la mort de Marc Antoni l'any 30 aC, quan Properci tenia segurament uns 20 anys. Mecenàs, que va establir una política de popularitzar les victòries d'Octavi August, va implicar els homes més enginyosos de Roma en alabar al nou emperador, i per exemple, Horaci, poeta republicà, després de la batalla d'Àccium va escriure elogis a August, induït per Mecenàs. Properci havia tingut un patró anterior, Tul·le, nebot del cònsol Luci Volcaci Tul·le.
Va escriure quatre llibres d'elegies en estrofes dístiques (traduïts al català el 1925 per Joaquim Balcells i Pinto), dels quals els tres primers estan bàsicament dedicats al seu amor per Cíntia. Pel que es llegeix als seus poemes, Cíntia era segurament una cortesana de classe alta. Sembla que Properci hauria pres el lloc d'un amant que havia marxat a Àfrica amb el propòsit de fer diners, potser després d'haver estat arruïnat per Cíntia. Properci al seu torn, va ser desplaçat temporalment per un pretor que tornava d'Il·líria amb la bossa ben plena, i el poeta aconsella a la seva amant de no desaprofitar-lo. A més, en un dels seus poemes, Properci mostra la preocupació dels dos amants pensant que s'haurien de separar per la Lex Julia de maritandis ordinibus, que prohibia el casament entre una lliberta o una prostituta amb un home de dignitat senatorial.
Cíntia va morir després de l'any 30 aC i llavors Properci, que diu que van estar junts fins a la mort d'ella, es va casar legítimament i va deixar fills. Plini el jove esmenta Passiè Paulus, un cavaller romà i poeta amic seu del que diu que era descendent de Properci per línia femenina. Properci va morir possiblement l'any 15 aC, ja que cap de les seves elegies pot ser assignada després del 16 aC, però de fet els dubtes sobre si va seguir vivint quan va deixar d'escriure subsisteixen, ja que no se l'esmenta com a persona ja morta fins al 2 aC.
Properci va viure a l'Esquilí, molt a prop dels jardins de Mecenàs. Va ser amic d'Ovidi, Pòntic, Bas i d'altres. Esmenta Virgili, i segurament havia escoltat parts de l'Eneida, però, tot i que formava par del cercle de Mecenàs, no parla d'Horaci ni menciona Tibul.

## Traduccions catalanes
- Elegies (Carmina) - Llibres I, II, III i IV. Traducció de Joan Mínguez, text establert per Joaquim Balcells. Col·lecció Fundació Bernat Metge, any 1925. (Segona edició a cura de Josep Vergés).